# Deuxième rang

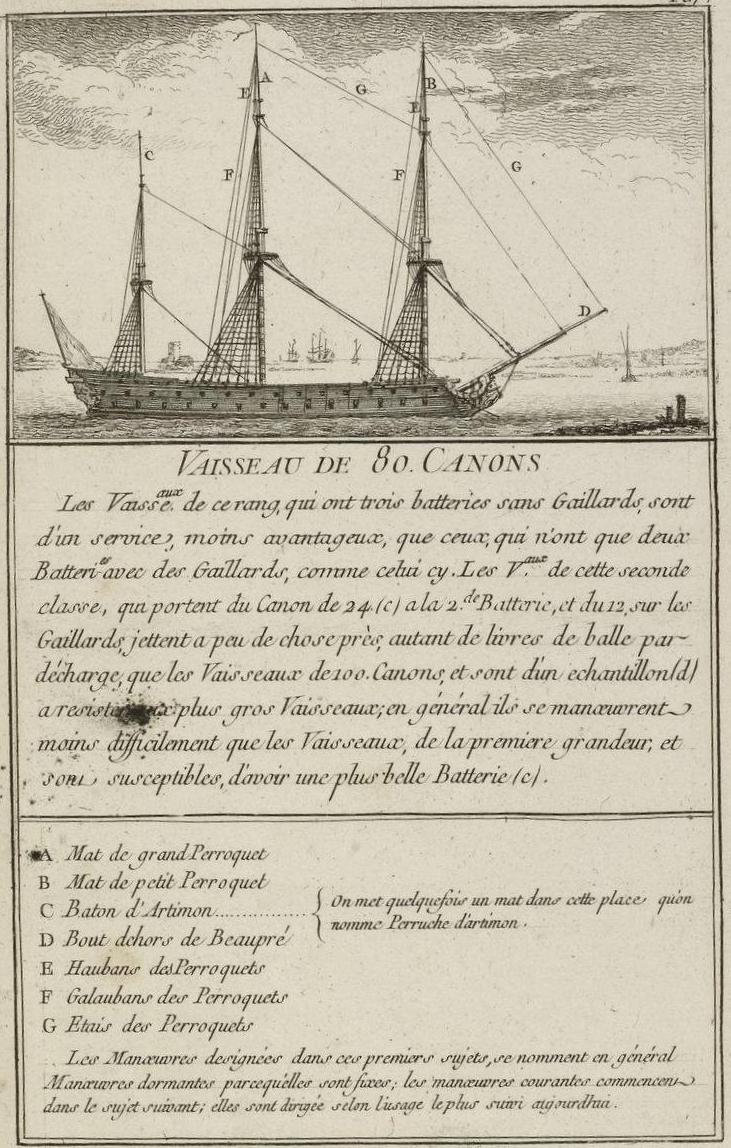
Modèle type d’un gros deux-ponts de 80 canons du milieu du XVIIIe siècle. Bien que dit de « deuxième rang », il est à même d'affronter les trois-ponts dit de « premier rang ».

Le deuxième rang (second-rate)  est, entre le milieu du XVIIe siècle et le milieu du XIXe siècle, une dénomination utilisée par la Royal Navy pour classer un navire de guerre à voile ayant comme caractéristique principale un nombre de canons compris entre 90 et 98.

## Dans la marine française

### Sous le règne de Louis XIV
Dans la marine française, le classement par rang est utilisé sous le règne de Louis XIV : les vaisseaux de deuxième rang sont, selon le règlement de 1669, des navires de 1 000 à 1 200 tonneaux armés d'environ 64 canons ; en 1689, y sont classés les vaisseaux d'environ 1 500 tonneaux portant aux environs de 74 à 80 canons. Sous Louis XIV, ce sont des trois-ponts.

### Sous le règne de Louis XV puis de Louis XVI
À partir du début du XVIIIe siècle, les navires de guerre français sont de plus en plus souvent classés selon leur armement : la catégorie des vaisseaux de « 80 canons », désormais à deux-ponts (exemple : le Languedoc, lancé en 1766, ou la classe Tonnant, à partir de 1789), remplace celle des « deuxièmes rangs ».